# Понте-Лунго (станция метро)
Понте-Лунго — станция линии А римского метрополитена. Открыта в 1980 году.

## Окрестности и достопримечательности
Вблизи станции расположены:
- Латинская дорога
- Аппиева дорога
- Виа Тусколана
- Железнодорожная станция Рома Тусколана
- Понте Лунго

## Наземный транспорт
Автобусы: 87, 412, 590, 665, 671.